# Austrofundulus
Austrofundulus là một chi cá trong họ Aplocheilidae, gồm các loài cá bản địa của Nam Mỹ.

## Các loài
Hiện hành có 07 loài được ghi nhận trong chi này:
- Austrofundulus guajira Hrbek, Taphorn & Thomerson, 2005
- Austrofundulus leohoignei Hrbek, Taphorn & Thomerson, 2005
- Austrofundulus leoni Hrbek, Taphorn & Thomerson, 2005
- Austrofundulus limnaeus L. P. Schultz, 1949
- Austrofundulus myersi Dahl, 1958
- Austrofundulus rupununi Hrbek, Taphorn & Thomerson, 2005
- Austrofundulus transilis G. S. Myers, 1932